# Аралсор
Аралсор (на казахски: Аралсор; на руски: Аралсор) е безотточно, солено езеро в западната част на Казахстан, западната част на Западноказахстанска област. Площ около 200 km². Разположено е северно от пустинята Рън в падина на -6 m н.м. Западните и южните му брегове са стръмни, а от север и изток е обкръжано от дебела до 30 sm солена тиня (хаки). От север, епизодично (при влажни години) се влива река Ашчъозек. Извършва се промишлен добив на сол.

## Топографска карта
- М-39 М 1:1000000[2]